# ドラゴンボールの道具
ドラゴンボールの道具（ドラゴンボールのどうぐ）では、鳥山明原作の漫画・アニメ『ドラゴンボール』に登場した、道具について列挙し、詳細に解説する。

## 神々の道具
ドラゴンボール
本作のキーアイテムである7個で一組の玉。7個揃えて呪文を唱えると神龍が現れて願いを叶えてくれる。

如意棒
悟空が持つ、伸縮自在の棒。本来はカリン塔と神の神殿とをつなぐための道具であった。どれほど伸びるのかは定かではないが、少なくとも地球と月の間の距離までは伸びる描写がある。

筋斗雲
悟空が亀仙人やカリン様からもらった、意思を持つ神聖な雲。以前は至る所に沢山あったらしいが、清い心を持っているものしか乗れないため、ほとんど見かけなくなった。元は巨大な雲塊であり、悟空が乗っているのは、その切れ端。飛べる高さはカリン塔が限界。銃などで吹き飛ばされると一時的に消えるが、呼べばまた現れる。ただし、魔族に破壊された場合は完全に消滅してしまう。作中ではシルバー大佐に破壊された際は問題なく再登場したが、タンバリンに破壊された場合は戻ってこなかった。

芭蕉扇
一扇ぎで大風を起こし、二扇ぎで乱雲を呼び、三扇ぎで豪雨を降らせる団扇で、かつて亀仙人が持っていた道具。しかし、鍋敷きに使ったところ、ワンタンの汁がこぼれて汚くなったために捨ててしまった。アニメ版では後のエピソードにも登場しており、歯っ欠け婆さんが海岸に落ちていたのを拾って家のチリトリに使われていたのをチチが発見する。アニメ版ではもともと八卦炉に火をおこすための団扇であるため、牛魔王の城の炎に使用すると消えるどころか逆に燃えさかる一方だった。
仙豆
カリン様が栽培する豆で、食べれば体力や負傷を一瞬で回復することができる。また栄養値も高く、一粒食べれば十日は何も食べなくてもお腹が減らない。
超聖水
カリン塔を自力で登りきったものに与えられる己の力を何倍にもする仙人の水という伝承だったが、実はただの水。力が何倍にもなるというのは、カリン塔を預かるカリン様との超聖水争奪戦により自然に養われる修行の成果のことだった。
超神水
体の中に隠れ持っている潜在能力を引き出すことができる水。ただし、非常に強い毒性を持っており、強い生命力、精神力を持っていないと死んでしまう。作中ではヤジロベーが一滴ほど指先に付けて舐めたが、それだけで死にかけ吐き出してしまうほどである。悟空以外にも14人の人間が飲んだが、悟空以外で生き残った者はいない。またカリン様本人も挑戦したが、武術を極めたカリン様でさえ途中で吐き出してしまったらしい。悟空は一晩近く苦しみ抜いた末に効力を得ることができた。
原作ではカリン塔に保管されていたが、テレビアニメ版では、カリン塔の部屋の端っこにある不思議な瓶から通じている、遠いこの世の北の果てにある恐ろしい氷の洞窟を抜けた、もっと奥深くの暗い洞窟の奥にあり、吹雪男から生き延びて、洞窟を支配するヤミの試練を乗り越えた者だけが飲むことができる。
超神水（アニメオリジナル）
こちらは神様の神殿にあるもので、アニメ版『ドラゴンボールZ』のガーリックJr.の話で登場。古今東西あらゆる世界にある毒物を浄化できる。アクアミスト事件では24時間以内にアクアミストを解毒する必要があったので、世界中の気流が集まる天界の底の穴から霧状にして地球上に散布した。また、『ドラゴンボールGT』のベビー編では、キビト神がトランクスたちに寄生した卵を取り除くために使用した。
重い修業着
悟空やピッコロが修業のために着用した重い衣服。服を脱ぐことで戦闘力がアップする。神様が悟空に用意したものはシャツ、靴、リストカバーを含め合わせて100kg以上の重さだった。
魔法の絨毯
ミスター・ポポがブルマをユンザビット高地に連れて行ったときに使用した中近東風の絨毯。空中を自由に飛行することができ、目的地に瞬間移動する能力も備えており、地球上ならどの場所にも行ける。
ゼットソード
界王神界に伝わる伝説の剣。引き抜いた者に凄まじいパワーを与えると言い伝えられている。悟空や悟飯ですら振り回すことはおろか持つことすら苦労するほどの重さであるために、歴代の界王神の誰もが抜くことができなかった。実際のところは15代前の界王神が破壊神ビルスによってゼットソードに封印されており、引き抜いた者に絶大なパワーを与えるというのは、十五代前の界王神による潜在能力の解放である。
超サイヤ人になった悟飯が引き抜き、後に折れたことによって十五代前の界王神が復活した。普通の岩なら切れるが、宇宙一の硬度を誇るカッチン鋼では逆に折れた。
未来から来たトランクスのその後を舞台としたゲーム版『ドラゴンボールZ 真武道会2』にも登場し、初めはゼットソードの秘密を知っていた悟飯が引き抜こうとしたが引き抜くことはできず、その次元（未来）の悟飯が引き抜くことに成功し大界王神の潜在能力開放の儀式を受けることになった。
ポタラ
界王神に伝わる秘宝。代々の界王神とその付き人が身につける 一対の耳飾り。一人が右耳に、もう一人が左耳につけるとフュージョンのように二人の人物が一人の人物へと合体し、パワーアップすることができる。ただしフュージョンとは違い、永遠に合体してしまい元に戻ることはないため、一生に1回しか合体できない。『ドラゴンボール超』では、界王神以外がポタラで合体すると1時間しか合体できない上に、合体を維持する力を使い果たすと1時間経過する前に合体が解けるということが判明した。
原作では、キビトと界王神、悟空とベジータがこの方法で合体した。過去には15代前界王神と魔法使いのクソババアも合体した。ただし悟空とベジータはブウの体内でバリヤーを解除した際に、ブウ体内の何らかの影響で2人に分裂し、『ドラゴンボール超』ではキビトと界王神もナメック星のドラゴンボールを使って元の2人に戻った。
15代前界王神によれば「フュージョンより効果が上」のため、古来からの界王神の切り札であったが、現在の第7宇宙の界王神にはその効力が伝えられていなかった。
また『ドラゴンボール超』では、ポタラを身に付ければ、界王神にしか使えない「時の指輪」が使えるようになるなどの、界王神としての権能が得られる効用も秘めているとされる。この効用は片耳にでも付ければ得ることが可能で、二者が左右どちらか同じ耳につければ、合体はせずに界王神の権能を二者で共有するといった用法も可能。
『ドラゴンボール超』では、第10宇宙の界王神ゴワスの弟子であるザマスが身に付けた同型のポタラは、ただの装飾品でしかない扱いであった。ゴワスとザマスが身につけているポタラはそれぞれ色が異なり、ゴワスのポタラの色は界王神だけがつけられる色であるとされる。
スピリッツロンダリング装置
劇場版『復活のフュージョン!!悟空とベジータ』で登場。あの世で使われている、地獄行きになった魂たちの悪い心を洗うための装置。洗った悪い心は専用のタンクに蓄積されるため、定期的に交換しなければならない。作中では、係員で管理係の赤鬼であるサイケ鬼がサボってタンクの交換を怠ったために爆発し、流出した悪の気（邪気）を浴びてしまい、ジャネンバが誕生した。
ウイスの杖
『ドラゴンボール超』に登場。破壊神の従者である天使ウイスが所持している杖。他の天使も同じものを所持している。上側の先端には丸い球があり、空間を歪曲させて過去の出来事を映像として見せる他、（他の宇宙も含めて）世界中をのぞき見、惑星間を移動する術の起動など様々なことに用いられる。また、バリアの展開にもこの杖が必要。連絡手段にもなり、ウイスがブルマに渡した通信機から受信することもできる。
重たいスーツ
『ドラゴンボール超』に登場。ウイスが悟空とベジータの修行のために用意したスーツ。ブルマが作った最新式トレーニングルームの人工重力より負荷が高い。『Vジャンプ』連載の漫画版では、悟空とベジータが変身禁止の勝負で超サイヤ人ゴッド超サイヤ人になったため、罰として着させられた。
キューブ
『ドラゴンボール超』に登場。神の乗り物であり、宇宙空間や他の宇宙への移動が可能で、一度に大勢を運べる特殊なキューブ。透明であり、壁をすり抜けて出入りすることができる。上部には乗員のために大気を作ったり排気したりするための装置が付いている。ウイスとヴァドスがそれぞれ同じものを所持している。鳥山明によるデザイン。
時の指輪
『ドラゴンボール超』に登場。界王神のみが使うことが許される指輪。移動したい年月を念じることで時間を自由に移動することができるが、行けるのは未来と、その未来から元の現在に戻る時だけで、それ以上の過去に遡るのは不可能とされている。神々の世界でも過去に行くことは厳しく禁じられているが、ゴクウブラックは時の指輪の力を使い、トランクスのタイムマシンが通り抜けたことで生まれた時空のゆがみを通り過去への移動を行っている。使用するためには界王神の証としてポタラを身につけていなければならないが、片側の耳にだけつけていても可能。ビルスに破壊されたはずのザマスが生きていることへの疑問を口にした悟空に、ザマスは時の指輪を見せながら「全ては時の指輪がもたらしたもの。過去の世界で何が起きようと今の俺には何の影響もない」と答えている。
正規の指輪は銀色だが、禁則を破り、過去に行ったことによって歴史が改変され、別の世界が創られると、緑色の時の指輪が生まれる。“未来”トランクス編終了時点で緑色の指輪は5つ。漫画版『超』では、複数の指輪を見たザマスの「並行世界はこんなにあるんですね」という問いに対して、「かつて第12宇宙に住む高度な文明を持った人間が、過去に戻る装置を使って歴史を変えてしまったためにできてしまった並行世界用の指輪」と界王神ゴワスが説明している。最近になってトランクスが心臓病で死ぬはずだった悟空を助けて生まれた指輪と、破壊神ビルスがやがてゴクウブラックになるはずだった現代のザマスを破壊したことで生まれた指輪が増え、全王がトランクスがいた未来世界を消したため指輪が1つ消滅している。
全王のボタン
『ドラゴンボール超』に登場。青と赤の両面式になっており、青のボタンを押すと使用した世界の全王が現れ、赤のボタンを押すと使用した世界の全王のもとに行ける。全王がいる所で青のボタンを押しても何も起きない。悟空と友達になった全王が悟空にこのボタンを贈った。
神パッド
アニメ版『ドラゴンボール超』に登場。力の大会において全王が選手たちを管理するために使用。指でタッチして操作する。大会の途中で、戦いが速くて見えない全王のために大神官が新機能のスロー再生を追加している。ただし、全宇宙一のスピードを誇る第11宇宙の戦士ディスポの速さはスロー再生でも捉えることができなかった。

## カプセルコーポレーション
地球における浮遊技術を使った乗り物の特許は全てカプセルコーポレーションが持っている。『ドラゴンボール』の前日談に当たる『銀河パトロール ジャコ』最終回では、重力コントロール装置の技術はブルマの父ブリーフ博士が銀河パトロールからタダで譲ってもらった地球外のテクノロジーということが明かされ、メカニズムは当時5歳のブルマによって解明された。

### ブリーフの発明
ホイポイカプセル
ブリーフが発明した。色々なものを手のひらに収まる程度の小さなカプセルに収納し、ボタンを押すことで本来のサイズに戻したり、カプセルに戻したりできる。
人工重力装置
悟空がブリーフ博士に頼んで作ってもらった重力コントロールシステム。反重力装置を応用して最大で地球の100倍の重力を発生させることができる。後にベジータの依頼によって重力を300倍までに引き上げられている。悟空はナメック星に着くまでの間、20倍→50倍→100倍の順で使用し、5日間ほぼ不眠不休の修行を行った。ナメック星に着くまでの残り1日は元の重力に戻して睡眠をとる。
ベジータは300倍まで増加できる「重力トレーニング室」を注文した。ベジータいわく「たかがヤツ（カカロット）の3倍」。アニメ版ではさらに400倍まで上げている。
カプセル宇宙船
サイヤ人の使用していた丸型宇宙船を改造・大型化し、人工重力コントロール装置や居住空間を設置したもの。悟空自身が地球に送り込まれたときに使われた宇宙船を回収し、その技術を応用しているが、ほとんどの部品はブリーフ博士が作り直している。カプセルハウスより大きい が、これは悟空からの注文（修行するためのスペースや重力コントロール装置）や宇宙船下部にはキッチンやバスルームなどの生活設備、さらには博士の趣味のオーディオまで積もうとしたため。オーディオに関しては博士のこだわりでスピーカーの配置が決まらず難航していたが、急を要していたため悟空が断りその場で宇宙船を発射させている。この船では、着陸時にクレーターを作る丸型宇宙船の特徴は廃止されている。悟空はナメック星に着くまでの間、人工重力コントロール装置を使っての修行を行った。ナメック星に着くものの、ナメック星の爆発と共に消滅した。
アニメ版『ドラゴンボールZ』では2号機も製作され、チチたちが乗り込んで救援に向かおうとしていたが、飛び立てなかった。その後、ベジータが悟空を探し出すために乗り込み、地球に帰還後もトレーニング場所として使用されるが、ベジータの修行に耐え切れず大破した。
鳥山明は基本的に丸型のデザインが好きで、カプセルのようなデザインにしたと語っている。
ベジータの修行用マシン
劇場版『ドラゴンボールZ 神と神』およびアニメ版『ドラゴンボール超』に登場。重力室に無数に浮かぶ小さな丸型のマシンで、ビームを発射する。『神と神』では攻撃するとセンサーが鳴る仕組みになっており、ベジータはビームをかいくぐりながら壊さないようにマシンのスイッチを押して止める修行をしていた。『ドラゴンボール超』ではマシンを破壊する修行を行っている。

### ブルマの発明
ドラゴンレーダー
ドラゴンボールの発する特殊な電波をとらえることができる小型探知機。地球のドラゴンボールだけでなくナメック星のドラゴンボールにも反応する。懐中時計程度のサイズながら、細かい位置まで的確に表示される。また、縮尺を自由に拡大・縮小することができ、レーダーの縮尺を広げればドラゴンボールがある周辺の地形も大方把握できる。本体上部のスイッチとダイヤルで操作。特殊な部品を使用しているため、いつでもどこでも作れるわけではなく、装置の製作自体にもかなり高度な知識と技術を要する他、製作に急いでも半日は要する。ところがペンギン村で悟空が自分のレーダーをブルーに奪われた際は、則巻ターボが飛行機の部品からあり合わせで元のものとまったく一緒の新品を一瞬で作り直した。
ナメック星では、悟飯がドラゴンレーダーを持ちながらベジータが水中に隠したドラゴンボールを探し出したことから耐水性能もある模様。
また、その特殊な電波は生命体の体内に呑み込まれるとレーダーにキャッチできない。ただし、その設定が出る前に公開された劇場版第1作目の『神龍の伝説』では、敵のボス・グルメスの体内にドラゴンボールがあることをブルマがドラゴンレーダーを使用して確認しているので近くにある場合は感知できる。
同様の装置をレッドリボン軍も保有していたが、こちらはブルマのそれよりも大型・低精度で指令室並みの大規模なものだった。ピラフ一味のものは人工衛星を使用したもので、地球儀型など複数のタイプがあり、精度に関してはブルマのものと同等だが、やや大型で、飛行機内に格納されている。
PPキャンディー
なめた者に「ピーピー」と言うと下痢にすることができるキャンディー。効き目は1カ月間有効。このキャンディーで逃げようとするウーロンを強引に仲間に引き入れた。『カカロット』ではブルマが遊び半分で作りだしたものとされているほか、悟空曰く「ハラ壊しそうなにおいがする」とのこと。
ミクロバンド
腕に付けて青いスイッチを押すだけで、持ち主の体を手の平サイズに縮小できる装置。また、縮小した状態で赤いスイッチを押すと元の大きさに戻る。腕時計のような外観を持ち、誰でも持ち運びができる。筋斗雲に乗れないブルマが、2度目のドラゴンボール探しをする悟空と同行するために使用。ブルマが潜水艇を亀仙人に借りに行ったところ、それと引き換えに亀仙人に渡した。アニメ版ではその後、亀仙人がブルマとランチがトイレに入るのを覗こうとしていたことに気づき、取り返している。
無人偵察機
カメハウスにあったありあわせの材料から製作した偵察カメラ。アニメ版では「超音速ターボテレビカメラ」と名付けられている。キーボードで遠隔操作が可能であり、飛行速度は筋斗雲を遥かに上回る。レッドリボン軍本部に接近しすぎたため、軍に撃墜された。
通信機
ウミガメの思いつきで、上記の偵察機の指令機から製作した電話。悟空がレッドリボン軍本部に向かったことをヤムチャへ知らせるために使用。
冷凍カプセル
遺体を保存するための冷凍カプセル。ピッコロ大魔王編で死亡したクリリン、亀仙人、餃子や天下一武道会の出場者たちの遺体を、生き返らせるまで腐らないようにするために使用。サイヤ人との戦いで戦死したヤムチャ、天津飯、ピッコロの遺体も収めた。原作とアニメ版ではデザインが異なる。
センサー
ナメック星へ行く前に製作した大気成分測定機。外界の酸素の有無を調べる。しかし使う前に、クリリンと悟飯は着陸早々船外に出てしまった。
動物語翻訳機
アニメ版『ドラゴンボールZ』のナメック星編で発明。小動物の首にはめて電源を入れると、その言葉がわかるようになる。
ブルマのタイムマシン
トランクスが、悟空に会うために未来からやって来る時に使った未来のブルマが製作した時空転移装置。これを使うことで、ある程度の時間移動を行うことができる。機体下部の球体は飛行用の反重力装置になっており、ハシゴが無いため空を飛べる者にしか使えない。カプセルコーポレーション製なので、ホイポイカプセルにすることもできる。中は1人乗りの広さ。一回分のタイムスリップを行うためのエネルギー充電に8か月必要。『ドラゴンボール超』では、青の15号電気液をエネルギー源として動いており、未来世界ではさらに厳しい機材不足により片道分のエネルギーを抽出するのに1年近くかかったが、現代では往復分を丸1日でフルチャージできる。アニメオリジナルの神殿の時の旅とは違いこちらは肉体ごと移動できる。ブルマは十分な機材のない地下の秘密研究所でタイムマシンを完成させた。鳥山明は飛行機のような乗り物の要素も加えようと当初は考えていたが、作中ではタイムマシンとしてしか使われなかった。機体には、出発前にトランクスが書いた「Hope（希望）」の文字が書かれている。アニメ『ドラゴンボール超』では未来のブルマがタイムマシンの中にタイムマシンに関するノートとメンテナンス用ソフトのディスクを入れていた。17年前の過去に飛んだ未来トランクスを時を越えて追ってきたゴクウブラックによって機体を破壊されてしまう。トランクスが17年前を選んだ理由は、タイムマシンの設定を変えると同じ並行世界に行けなくなる恐れがあり、以前使った設定のままにしていたため。漫画版で悟空がトランクスを置いて現代に逃げ帰った際に、現代で1日経っても同じ日に戻ればいいのではと考えたが、ブルマによりタイムマシンは最初の設定がそのままになっているため未来ではなく並行世界につながっており、現代で1日経てば未来の世界でも1日経ってしまうと説明された。さらにその時点で並行世界とのつながりも弱くなっており、あと1回の往復が最後とされていたが、後にピラフの発見により次元転送装置の周波数を変えれば並行世界にもジャンプできることがわかり、新しいパラレルキャパシターをバイパスしてどの未来にも行けるようになった。未来の全王によって未来世界が不死身のザマスもろとも消し去られた後の空間内でも活動している。
作中ではタイムパラドックスにより、描かれなかった未来でセルに奪われた 全く同じもう1機のタイムマシン が、壊れて約4年放置された状態で登場しており、そのまま放置できないためトランクスによりカプセルに戻されている。未来トランクスが乗ってきたタイムマシンがゴクウブラックに破壊された後、未来のブルマが残したノートをもとにブルマがもう1機のこの機体を修理して使用可能にした。未来世界でゴクウブラックによって機体を半壊されるが、ブルマがカプセルにして持ってきていたガレージにて機体を修理した。劇場版でも同じ機体番号のタイムマシンが登場しており、超と同じ経緯を経て修理したのか、開発に成功したのかは不明だが『龍拳爆発!!悟空がやらねば誰がやる』での会話によると1000年前への遡航でさえ可能であるらしい。
PSPゲーム『ドラゴンボールZ 真武道会2』では、未来のトランクスがいる時間軸においてタイムマシンの研究が進み、複数の人間を同時に運ぶことのできるタイムマシンが開発されている。『ドラゴンボールZ カカロット』では現在のブルマも思い付きで制作し、完成した後は未来のトランクスを連れてきた。
『銀河パトロールジャコ』では、大盛博士が長年タイムマシンの研究を続けていたことが明かされている。また、漫画版『ドラゴンボール超』ではかつて第12宇宙の人間がタイムマシンを作っており、第12宇宙の界王神が保管していることが明かされている。
変身スーツ&変身用腕時計
オレンジスターハイスクール通学時に平穏に暮らしたい悟飯が、周囲にばれないように悪人を倒すために製作してもらった変身スーツ。変身道具は腕時計のような外見を持ち、ボタン一つですぐ変身できる。ブルマが言うにはホイポイカプセルの応用らしく、二時間で作り上げた。服装は独創的なデザインで、周囲には奇怪な格好という印象を与えているが、製作者本人と悟飯、悟天は気付いていないどころか、格好いいと思っている。このスーツを纏った状態の悟飯はグレートサイヤマンを名乗るようになる。顔を隠すためのヘルメットは、天下一武道会に出場する際には、防具禁止ということで、サングラスとターバンで代用した。なお、ビーデルはダサいと言っていたが、悟飯だと知ってからはカッコいいと言っており、自身も同じ格好でグレートサイヤマン2号を名乗るようになる。
電磁柵
アニメ版『ドラゴンボール超』に登場。ビンゴの特賞などの景品（7個揃ったドラゴンボール）の防犯のために設計した。電源はコンセント式のため、コンセントを抜くと電磁柵は消える。
特殊ガラスケース
アニメ版『ドラゴンボール超』に登場。このガラスケースの中にドラゴンボールを入れると、ドラゴンボールから出る電波を遮断してドラゴンレーダーに反応しなくなる。
超ドラゴンレーダー
アニメ版『ドラゴンボール超』に登場。宇宙にある超ドラゴンボールを探すために、従来のドラゴンレーダーを改造して感度を強力にした。従来の物よりも大型になっており、左右の取っ手を持って使用する。レーダーの範囲に限界があるため宇宙の端にある地球からでは全域を探れず、宇宙の中心に行って使用しないとレーダーに反応しない。
バリアー発生装置
アニメ版『ドラゴンボール超』に登場。悟空が未来トランクスと手合わせする際、街に被害が出そうになったのでブルマが使用した。超サイヤ人2同士になった2人の戦いではバリアーはビクともしなかったが、超サイヤ人3になった悟空の攻撃にはバリアーは耐えきれず破壊された。
タコ型宇宙船
アニメ版『ドラゴンボールGT』に登場。悟空たちの宇宙旅行のために設計した、カプセルコーポレーション製の宇宙船。着陸用に8本の足が付いている。コックピットの他にも、いくつかの船室があり、船体には各部屋の窓もある。重力コントロールドームが備わっており、長い宇宙航行でも日常生活ができるようになっている。ビームで武装しており、燃料は水。鳥山明によるデザインで、特に名称は設定されていない。パンがゲーム専用ビーム兵器搭載型タコ型宇宙船、ギルが敵宇宙船軍団を操作する対戦型シューティングゲームの、ヘッドマウントディスプレイを装着して正方形のゲームコントローラーで操作する3DCGVRゲームも設置されており、勝負がつくとパンとギルの姿が映し出された勝敗画面が船内の壁に表示された。
ブルーツ波発生装置
アニメ版『ドラゴンボールGT』に登場。ベビーに操られたブルマが発明したもので、サイヤ人を大猿化させるブルーツ波を1000倍にして一点に照射する。後に小型化した超ブルーツ波発生装置により尻尾の無いベジータを超サイヤ人4に変身させることに成功したが、直後に超一星龍に破壊されてしまう。

### 共同での発明
星間通信機
ナメック星からブルマが地球にいる亀仙人との連絡に使用した。受信アンテナで電波をキャッチし、受話器を通して会話する。
緊急停止コントローラー
文字通り、人造人間の機能を停止させるために作られた装置。10メートル以内まで近づく必要がある。ドクター・ゲロの設計図を参考の上、ブリーフ博士と共同で製作したが、クリリンが情に流され踏み潰した。
経緯については人造人間18号を参照

### その他
カプセルNo.9バイク
ブルマが最初のドラゴンボール探しのときにホイポイカプセルの中から取り出したバイク。2サイクルバイクであり、雨でも使えるように車体全体をカバーしている。モデルになっているバイクは無く、鳥山明オリジナルのメカ。
カプセルハウス
ブルマが最初のドラゴンボール探しのときに持ち出した携帯用ハウス。ベッドやバス、冷蔵庫など生活器具が完備されている。
潜水飛行艇
レッドリボン軍編で、ブルマたちが海底に沈んだドラゴンボールを探すために亀仙人から借りた乗り物。空も海も使える1台2役の優れもの。深海の洞窟体験で海賊の基地までたどりついたが、その際に崩れた洞窟と運命を共にした。この他、洞窟からの脱出に使った海賊の潜水艇も登場しているが、すぐに燃料切れを起こし悟空がかめはめ波で推進させた。
エアバイク
ブルマが通学に使用したことがあるもので、飛行も可能。ステップが可動式で、爪先の動きで自由なポジション変更ができる。エアカーと並び、この世界では標準的な乗り物である。
ヤムチャの飛行機
ヤムチャたちがレッドリボン軍本部に突入した悟空の援護に向かうために乗り込んだ飛行機。後部に装備した大型のジェットエンジンで超高速飛行が可能で、垂直離着陸専用の4本のランディングギアは飛行中に半格納される。鳥山明によるとハチがモチーフで、作中に登場する乗り物の中で2番目にお気に入りだという。
大型貨物機
ナメック星人が地球に移動した時に使った、彼らをカプセルコーポレーションまで運んだ乗り物。本来は荷物を運ぶ乗り物だが、工夫すれば人が乗れるようになる。鳥山明によると実際にある輸送用の飛行機をアレンジしたもので、このようなプロペラ機はブルマが趣味で持っているアンティーク機かもしれないと語っている。
カプセル冷蔵庫
未来のトランクスが本次元へやってきたときに持っていた小型冷蔵庫。冷却タンクが内蔵されている。ホイポイカプセルなので持ち運びは容易で、コンセント不要という点以外は普通のもの。
小型ジェット機
ブルマが人造人間を破壊するための緊急停止コントローラーを持ってくるときに乗ってきた乗り物。後部に大型の反重力装置を装備している。ジェットエンジンとの併用でとても速く、クリリンが「めいっぱい飛ばせばブルマさんの飛行機よりきっと速い」と言うほど。
プリンセス・ブルマ号
『ドラゴンボール超』に登場。ブルマの誕生パーティーが行われた豪華客船。会場には屋台、テーブル、植栽が配置され、ステージ横にブルマの特等席が用意されている。ブルマが南国リゾートへ家族旅行に行った際にこのパーティーを思いついた。
エアトラック
『ドラゴンボール超』に登場。悟空が市場の八百屋に売る野菜を運ぶために使用。漫画版では悟空が働くという約束でブルマからもらった最新型であり、「ガルウィングタイプの最高級トラック」と呼称されている。
カプセルNo.19可変式バイク
プラモデルで登場。原作、アニメ版には登場しない。ブルマがドラゴンボール探しの旅のために開発を進める。バイクモード、2足歩行形態のバイペダルモード、三輪走行のトライクルモードの3つのモードへ可変することができる。

## レッドリボン軍
軍の兵器は全てドクター・ゲロによって作られた。また、カプセルコーポレーションほどではないが優れた開発陣がそろっている。
パンツァシュレッケ
シルバー大佐が悟空の筋斗雲を撃ち落とす時に使ったロケット砲。ドイツ軍が使用した「パンツァシュレッケ」がモデルになっている。
RR軍ロボット
筋斗雲をシルバー大佐に吹き飛ばされた悟空が、シルバー小隊仮設キャンプの中から見つけたホイポイカプセルの一つに入っていたロボット。悟空に飛行機の入っているカプセルを教え、操縦もした。飛行機がジングル村周辺に差し掛かったところで凍って機能を停止し、その後墜落して木っ端微塵に壊れてしまう。
パワードガン
マッスルタワーで追い詰められたホワイト将軍が悟空の後頭部めがけて撃った銃。悟空の意識を喪失させるほどの威力を誇るが、弾は2発しかない。モデルは「レミントン・デリンジャー」。
名刀笹錦（めいとうササニシキ）
ムラサキ曹長が愛用している日本刀。悟空に如意棒で折られた。ササニシキは実在するコメの銘柄。『カカロット』では名のある刀匠の手で作られたとされているが、悟空からは安物と言われた。
サンダーロケット
ブルー将軍が悟空たちからドラゴンボールを奪って逃げる時に使った飛行機。かなりの超スピードで飛行することが可能。しかし筋斗雲には勝てなかった。ペンギン村でわき見操縦が原因で山に激突し大破。『Dr.スランプ』に登場するターボが作ったタイムマシンがデザインのルーツ。『ドラゴンボールZ Sparking! METEOR』ではブルー将軍の技の中にも登場する。技の内容は、わざとエンジンパワーを落とし近づいたところでロケットを噴射するという実際に原作でも悟空に対して行った攻撃を加えるもの。
RR軍小型戦闘機
ブルー将軍の部下が使用した軽戦闘機。翼は無く、反重力装置とジェットだけで飛行するヘリコプターのようなスタイル。鳥山明によると作中に登場する乗り物の中で1番のお気に入りで、百円ライターをモチーフをしており『Dr.スランプ』のブビビンマンが乗っていた宇宙船のバージョン違いとなっている。
ドラゴンレーダー
ドラゴンボールを探すためのレーダー。拡大縮小操作はできない。レッドリボン軍本部の司令室に設置されており、レッド総帥がそこから各地の部隊に指示を与える。持ち運びができないほど大型で（ブルマやピラフの作ったものより）性能は低く、レーダーに表示はあるものの捜索に難航していた。
バトルジャケット
ブラック補佐が操縦した二足歩行の大型ロボット。外装は特殊な金属でできている。悟空がかなりのダメージを受けるほどのパンチ力を誇り、腕からビーム光線を発射することができる。また、山を軽く吹き飛ばすほどの強力なミサイルも搭載。操縦席には車と同じ後方確認用のミラーがついている。最後は悟空の体当たりで腹部を貫かれ大破。
『ドラゴンボール 最強への道』ではかなり巨大なデザインになっており、名称も「巨大ロボット」になっている。広範囲ミサイルが追加され、ビーム光線も地表を抉るほど破壊力が増している。ブラックは人造人間8号を破壊した上、「出来損ないの化け物」と嘲笑し、これに激怒した悟空の超かめはめ波によって腹部を貫かれ大破。
人造人間

スパイロボット
ドクター・ゲロが開発した虫型ロボットで、悟空たちの偵察を行いセル製造のために悟空たちの細胞を集めていた。

## 異星人の道具

### フリーザ軍
スカウター
通信機能と生体探索機能を兼ね備えた装置で、モノクル（片眼鏡）に似た形をしている。片耳に取り付け、付属する半透明の小型スクリーンに、生体の戦闘力を数値化した情報や、その対象への方角や距離が表示される。フリーザ一味の宇宙人には一般的に使用されており、索敵範囲は非常に広い。また通信範囲も非常に広く、フリーザ軍の丸型宇宙船で移動するのに1年かかる距離でも通信を傍受することが可能である。一度検出した相手をロックすることでレーダー代わりに使用することもできるほか、タイマー機能なども備えている。装着すると強制的に通信機能が作動する。
発明したのは惑星ベジータの先住民族でサイヤ人に滅ぼされたツフル人。もともとは敵や獣から身を守るための装置だったが、これに目をつけたフリーザ軍の優秀な技師ギチャムが具体的な数字機能や通信など改造を施し、兵士たちの攻撃の運用に使い始めた。
劇場版『ドラゴンボール超 ブロリー』では、コルド大王の時代から仕える天才科学者「キコノ」が発明した設定になっている。
劇場版『ドラゴンボールZ 復活の「F」』および『ドラゴンボール超』では両目にかけられるタイプの新型スカウターの試作型（プロトタイプ）も登場しているが、作者の鳥山明いわく「外れにくく、情報量も増加しているが、従来のスカウターを使用しているものからしてみれば、両目を使うことに少し抵抗がある」とのこと
劇場版『ドラゴンボール超 ブロリー』用の設定では改良普及型、初期型、新型が存在する。初期型は41年前にフリーザからサイヤ人に支給された物。改良普及型はバーダックや地球に襲来したベジータが使っていた物。新型は新生フリーザ軍が使っている物 でチライ、レモも使用している。新型はよりコンパクトかつ、高い戦闘力を計れるようになった。
他にも機能としては同じだが、様々な宇宙人が使用するために耳の位置によって装着する部分のタイプが色々あり、フリーザ軍の兵士であれば耳に合わせてオーダーメイドで作ってもらえる。戦闘力反応を示すスクリーンおよびレンズの色は青や緑、アニメ版では他に赤、黄、紫と、数種類ある。色の違いはそれぞれの宇宙人の目の特性や好みで選ばれる。どのようにして耳に装着しているかは不明だが、鳥山は「何かでキュウッと密着させるしかないでしょうね。まあ、宇宙の技術ですからね」と答えている。外耳が無いアプール型の戦士は、頭部に装着できるようにヘッドセットのものを使用した。グルドなど、身体的特徴の都合で装備できない種族もいる。その他、ヘルメット内蔵型スカウターも存在する。
相手の潜在能力（気を抑えられた状態）までは探れず、あくまでも測定時点での戦闘力しか表示されない。それ故にこの機械に頼ることで、相手によっては変動する戦闘力数値に惑わされることもある。劇中では多くの人物が異常な数値（主に想定以上に高い数値）を測定した際に故障を疑っていたが、実際に故障によって測定を誤ったことは一度もない。また、劇中で故障していた事例はラディッツの遺体に装着されていた旧型の機体をブルマが回収した時のみであり、ブルマはこの機体を修理し、表示を地球の言語に改造することに成功している。
対象の戦闘力が高い場合、処理能力の限界から爆発を起こす。鳥山明によると「漫画用の派手な演出であって本当はデジタルなのでありえないが、アナログ的に言えば猛烈に上昇するカウンターが追いつかなくなって故障してしまう感じ」とのこと。限界計測数は旧型で約22000。新型は180000以上測れる。
極めて瞬時的な戦闘力の増減は測定しきれない場合がある。悟空がギニュー特戦隊のリクーム、ジース、バータの3名と交戦した際、バータのスカウターが当初の悟空の戦闘力を5000ほど（3名の戦闘力を遥かに下回る）と測定したものの、その後スカウターが悟空の戦闘力の変化を測定していないにも関わらず、リクームが悟空に一撃で倒され、自分たちが悟空に翻弄されている事実にジースとバータが驚愕しており、それを見ていたベジータが「カカロット（悟空）は、おそらくほんの一瞬の間だけ戦闘力を上げており、あまりに一瞬のためにスカウターでも拾いきれていない」と分析していた。同様の分析を行えたのはギニュー一人だけである。
また、気を探る能力を身につけていないフリーザ軍はこの装置を破壊されると、相手の位置を知ることができないために目視で探す羽目になり、ナメック星での村探しにも苦労していた。
鳥山はスカウターを登場させた理由について「強さや敵の位置が、数値で解れば敵キャラたちも読者も理解しやすいかなと思いました」と答えている。
実際にスカウターに関する商品が何度か発売されており、直接装着できるものやスマートフォン向けアプリなどが登場している。
スカウトスコープ
スカウター以前に使用されていた物。望遠鏡のような形状 で、相手の位置、戦闘力、距離が表示される。通常モードの他に、星に生命がいるかを探れる生命探知モード、生物に生命力が残っているかを探れる生命探査モードが備わっている。
戦闘服 
フリーザ軍が着用している防御服。サイヤ人にも支給されている代物。フリーザ軍の技師ギチャムが発明、フリーザ一味が開発。
劇場版『ドラゴンボール超 ブロリー』では、スカウター、宇宙船と同様に「キコノ」が発明した設定になっている。
ナメック星で悟飯やクリリンも着用し、後にブルマ製のものをトランクスが着用、悟空たちも一時使用した。プロテクターは衝撃に強い超質ラバーと呼ばれる特殊な素材（硬質ゴム）でできており、タイツ生地のアンダースーツ、特殊ラバー製の手袋とブーツを併用して着用する。アンダースーツは上下一体型のものや分かれているもの、ズボンタイプ、ビキニパンツタイプ、レオタードタイプ、スパッツタイプなど多岐にわたる。プロテクターの色は白、あるいは黒。肩部や腹部は原作では茶色だが、アニメ版ではターレスの灰色、バーダックの黄緑など、様々な色が存在する。『ドラゴンボール オッス!帰ってきた孫悟空と仲間たち!!』では、ベジータが戦闘民族であるサイヤ人にとっての正装と語っている。劇場版に登場するパラガスは、フリーザ軍のものとは趣きが異なった戦闘服を着用している。
肩部のプロテクターは非常に柔らかく、身体の動きを阻害しない。鳥山明は「最初はプラスチックみたいな硬いイメージだったが、硬いと着れない、肩も上げられない、と気付いてゴムのような感じにした」と語っている。アニメオリジナルであるアモンドが着用したプロテクターは、肩部に角が片側2本ずつ付属する。オプションとして腰部のプロテクターも装着可能。装備数は個人によって異なり、両腰と股間の3枚あるいは両腰の2枚である。また、装着していない者もいる。
ギニュー特戦隊のプロテクターはVネック型で、左胸に特戦隊のマークを入れた専用のものを使用している。アニメオリジナルのクウラ機甲戦隊のプロテクターは黄緑を基調とし、左肩にのみプロテクターが付属。腹部は黒色で、そこにクウラ機甲戦隊のマークを入れた特製のものである。
スカウターと同様、旧型と新型があり、旧型は両肩のプロテクターがない。ナメック星編においてクリリンが「そっちのほうが動きやすそうだ」と発言していた。同じ旧型でもベジータの着たものと、バーダックとその仲間が着ていたものとでは肩部の作りが異なる。劇場版『ドラゴンボールZ 復活の「F」』および『ドラゴンボール超』では色が異なる新素材の新型が登場しており、主に幹部が着用している。
一味のユニフォームも兼ねており、ほぼすべての構成員が着用している。戦士によっては、手袋をしていなかったり、アンダースーツを着ずに直にプロテクターを着けている場合もある。ザーボンのようなマントを付けている人物もいる。
超質ラバーの性質により、軽く丈夫で伸縮性抜群となっていて、サイヤ人が着用した場合は大猿に変身しても破れることはない。ピッコロの魔貫光殺砲のような強力な貫通性のある気功波、ベジータの拳やフリーザの角で貫通、ヤジロベーの刀によって切り裂かれたこともある。
後にブルマがベジータの依頼により作製している。さらなる軽量化を求めた結果、戦闘ジャケットの肩部のプロテクターが廃止されストラップ形状となり、旧型のスタイルに近いものになっている。悟空もセル編での修行時に着用しその性質を賞賛していたが、それより前にギニューとボディチェンジをした際に戦闘服の着用を体験している（緊急事態かつ不慣れな肉体の上に負傷中だったため特に意識されなかった）。
鳥山明によると、フリーザ軍兵士らが装備する戦闘ジャケットと同型に見えるフリーザ第1形態の鎧のような上半身部分は、身体の一部 の外殻となる硬組織とのこと。フリーザの部下たちはフリーザへの信奉から、フリーザの身体のこの硬組織を参考にして戦闘ジャケットを製作した とされている。
丸型宇宙船
宇宙ポッド、アタックボール、サイヤ人の宇宙船ポッドとも呼ばれる。作中で最初に登場した宇宙船はこのタイプ。宇宙船そのものはツフル人の技術を略奪したものというスカウターなどと同一の設定。フリーザ軍の技師ギチャムが発明。
劇場版『ドラゴンボール超 ブロリー』では、スカウター、戦闘服と同様に「キコノ」が発明した設定になっている。
丸型宇宙船は基本的には1人乗りで、内部はかろうじて座席に着けるほどの広さしかない。自動航行機能を有しており、目的地を入力することで操縦することなく移動可能。また、長期航行を想定してコールドスリープ機能も搭載されている。専用の受入施設がない地球などの異星では着陸時に大きなクレーターを作る。大気圏の摩擦熱および地表激突時の衝撃でもビクともせず、ナッパの「あいさつ」代わりの攻撃が直撃しても問題ないほどの頑丈さ、耐久性を持っている。惑星フリーザNo.79には（アニメ版では惑星ベジータにも）丸型宇宙船が着陸する際に衝撃を吸収する着地地点がある。
リモコンによる遠隔操作や、自身が侵略先で窮地に陥ったときのための生命維持装置も内蔵されている。また、盗難などの悪用防止のための自爆装置も取り付けられており、ブルマがベジータのリモコンを操作したときに誤って自爆装置を起動させてしまいナッパの宇宙船が爆発している。悟空によるとラディッツの宇宙船も一緒に爆発したが、自分が乗って来た宇宙船は昔のものなので無事だったと語り、回収されて前述のカプセル宇宙船に改造された。
アニメ版ではサイヤ人の下級戦士の大猿化を促進するために満月のホログラム映像を自動で夜空に投影する機能も搭載している。
フリーザの宇宙船
フリーザが保有している、惑星侵略の拠点となる大型宇宙船。円盤型の特徴的なデザインで、重力コントロールだけで飛行する。カブトガニのようなスタイルをしており、操縦席のキャノピーが目、ランディングギアが足のようになっている。船体下部の楕円形部分はすべて反重力装置で、飛行時には足を収納する。長期間の宇宙航行に対応しており、傷ついた戦士を完全に癒すためのメディカルマシーンや、予備の戦闘服、大型の居住空間、フリーザ用の玉座の間などが設置されていた。1隻で兵士を十数人運用でき、前線では基地にもなる。小さい脚部が無数にあり、地形を選ばず静かに着陸できる。操縦系統は丸型とほぼ共通。製作者はフリーザ一味で、大きさはカプセルハウス約4個分。作中では他にコルド大王が1隻、ほぼ同様のフォルムの宇宙船を所有していた。フリーザの宇宙船はベジータや悟空によって穴を開けられて飛べなくなり、ナメック星の爆発で消滅。コルドの宇宙船はフリーザ親子の死後、トランクスによって爆破された。劇場版に登場するクウラも一隻所有している。この宇宙船の小型タイプ（2人乗りであり、複座の操縦席にキャビンスペースがある）も存在し、『銀河パトロール ジャコ』の単行本収録のおまけストーリー『DRAGONBALL- 放たれた運命の子供』ではサイヤ人たちが使用し、劇場版『ドラゴンボールZ 復活の「F」』および『ドラゴンボール超』ではソルベとタゴマが使用していた。『復活の「F」』ではフリーザが大型船で地球に襲来するが、最終的にはフリーザの死と共に吹き飛ばされる。アニメ『ドラゴンボール超』でも同様に登場するが、フリーザが倒された後は損傷せずに現存していたためジャコがそれに興味を示している。
メディカルマシーン
フリーザ一味が開発した、治療カプセルのようなもの。この中に怪我人を入れて装置を作動させると、中が特殊溶液で満たされ、その成分によりわずかな時間で怪我が治り体力が回復する。ただし、ベジータが地球で闘った時に失った尻尾の再生まではできなかった。酸素吸入器や脳波測定器など様々な装置が備えられている模様。旧型と新型が存在し、治療時間は怪我人の個人差と旧型・新型で決まり、旧型を使用した悟空の場合、ベジータは「ヤツなら40〜50分くらいで完治できるはず」と予測していた。
フリーザ一族の大型宇宙船の中やフリーザ一味の中枢基地に置かれている。ナメック星で登場した時は、新型はザーボンに一度倒された後のベジータが完治した際に壊されてしまい、悟空がギニューに体を乗っ取られている間に負った傷を治療する際には旧型が使われた。
劇場版『ドラゴンボールZ 復活の「F」』および『ドラゴンボール超』ではフリーザ軍の残党が使用した新型の再生装置が登場。メディカルマシーン同様に液体が入ったカプセル状になっており、フリーザの死後に開発された。作中ではバラバラの状態だったフリーザの体をかつて失った肉体部分も含めて元通りに再生した。また、フリーザの肉片の運搬には冷凍保存用の装置が使用された。
フリーザの小型ポッド / フローターポッド
フリーザが移動に使用している浮遊ポッド。鳥山明による設定では、フリーザの脳波を受信し彼のコントロールで動いているので、他人が乗っても動かすことはできない。『DRAGON BALL大全集』では下部に反重力装置を搭載し、内側に設置されたダイヤルとボタンで操作を行うと書かれている。超高速で飛行することが可能で、テレビスペシャルでは宇宙空間でも使用していた。その気になればポッド以上のスピードで飛べるが、フリーザは「楽だから」という理由で使用している。鳥山明によると椅子に座らせたら偉そうに見えると思ったが、椅子だと様にならないのでそれに代わる乗り物にしたという。
ビーム銃
フリーザ一味が開発した、気を発することができない、またはパワーの低い下級戦闘員が使う兵器。気を増幅して発射する。形は手の甲から肘のあたりまでを覆い、撃つときは親指で押せる位置にあるスイッチを押す。スカウターと連動しており、相手の戦闘力に応じたエネルギーを放つ。ナメック星のムーリ村を襲った時のフリーザ軍兵士や地球に来襲したコルド大王の配下の兵士の何名かが使用している。アニメ版では、ベジータが倒したフリーザ軍の残党の多くもこの武器を使っていた。また、ソルベは指輪型の光線銃を使用している。戦闘力の低い兵士には高威力の光線銃が与えられ、個々人で形状も違う。
スパイカメラ
劇場版『ドラゴンボールZ 復活の「F」』およびアニメ『ドラゴンボール超』に登場。ナメック星人の捜索や地球の様子を探るために使用。宇宙船内に映像を映し出すための地球儀型のモニターが浮いている。
栽培マンセット
サイヤ人の科学者が開発した戦闘生物兵器。栽培マンの元となる種子と成長液がセットになり小ビンに入っている。この種子を植えて上から成長液をかけると数秒で土から栽培マンが誕生する。植えた星の土質が栽培マンの出来不出来に影響しており、地球で使用した際はナッパ曰く「パワーだけなら、ラディッツに匹敵する」戦闘力1200の優れた個体が誕生した。主力となっているのは、エイジ737頃から導入され始めた強化型。言葉を発することはできないが、命令を理解する知能は有している。

### ナメック星人
ナメック星人の宇宙船
後に地球の神となるナメック星人が、かつて地球に来た際に乗っていた宇宙船。音声コントロールシステムを搭載しており、言葉に反応して起動するタイプの船。数百年間高地に放置された状態だったが、特に問題なく木星まで一瞬で移動できた。製作者はナメック星人であり、大きさはカプセルハウスほど。ブルマがナメック星に行くために文字表記や操作機能を改良して使用している。神いわく「虫のような外観」。椅子の作りは初代ピッコロ大魔王も模倣していた。鳥山明によると、ピッコロ大魔王の椅子のデザインを基にしてナメック星の建物や宇宙船の形を考えたという。ナメック星の建物と同様に粘土を固めたものが素材となっている。
ブルマの父ブリーフ博士も宇宙船を作っているが、世界最高のエンジンを載せてもナメックの宇宙船で1カ月かかる距離に到達するのに4339年と3カ月かかるとのこと。
ユンザビット高地に不時着し、当時の神様の家にもなっていた。ブルマとポポに発見された後、改造を施され、悟飯、クリリン、ブルマを乗せて、ナメック星に出発。到着後間もなく、フリーザ軍の偵察兵の光線銃で動力を破壊される。

### 銀河パトロール
劇場版『ドラゴンボールZ 復活の「F」』および『ドラゴンボール超』に登場。初出は『銀河パトロール ジャコ』。
ジャコの宇宙船
銀河パトロール隊員であるジャコが乗る宇宙船。座席は1つしかないが、作中では3人まで乗っている。ブリーフ博士からは「大きいダンゴムシみたい」と形容された。操縦方法はシンプルで、メカが苦手なジャコや簡単に教えてもらった地球人の大盛博士でも動かせる。重力コントロール装置が使われており、内部はどんなに無茶な操縦をしても地上にいるのと変わらない。他に無線機、食糧庫、ビデオも積まれている。機関部にパワーを金属に溜めておく特殊な装置があり、地球では空金（スカイゴールド）と呼ばれる高価な水色の超貴金属が使用されている。必要な空金は1kgでおよそ7600万円相当だが、タンク係数が同じくらいの金属なら何でもよく、銅でも問題ない。『ドラゴンボール超』ではジャコがフリーザ軍退治に協力したため、最新型の宇宙船に換えてもらっている。新型も同タイプの宇宙船だが、前方にあった透明フードに覆われたコックピットが中央に移動し、両サイドに開閉式の乗降扉がつき、座席（合皮張り）が2つに増えている。速度も速くなっており、ジャコのいる場所から地球までかかる時間は50分。漫画版『ドラゴンボール超』では新型のフォルムが異なり、そのまま細長くなったような形状で2人までしか乗れない。
銀河レシーバー
ジャコが両耳につけている無線機。ジャコによると100m先のアリのゲップさえ逃さないという。2人で片方ずつ使って交信することもできる。

### その他の異星人の道具
コントロール装置
劇場版『燃えつきろ!!熱戦・烈戦・超激戦』にて伝説の超サイヤ人・ブロリーの父、パラガスがブロリーをコントロールするために使用した装置。暴走するブロリーをコントロールするため、パラガスが部下の科学者に命じて開発させた。
頭部用に緊箍冠のような形状のリング、首輪のリング、上腕二頭筋辺りに腕輪状のリングを対象に付けて、それらがパラガスの右手に装着するコントローラーとセットとなっている。
リモコンで対象をコントロールすることができるが、大きなパワーが加わると壊れてしまう。悟空（カカロット）との3回目の遭遇ではブロリーのパワーが想定外の範囲まで高まったためリングが破損、ブロリーは伝説の超サイヤ人へと覚醒し暴走してしまった。
「ドラゴンボール改 スーパーバトルステージ」でもパラガスが使用したが、劇場版とは変更点が多い。リモコンはジョイスティックの付いた箱のような形状に変更され、故障しても修復することで再利用可能になった。対象へ取り付けるリングは、ブロリーの胸飾りのような形に変更され、コントロール装置が作動した時の効果音が異なっており強度も上昇。一度に複数人を制御可能になったため、劇中では悟空のパワーも抑制可能になった。
封印のオルゴール
劇場版『龍拳爆発!!悟空がやらねば誰がやる』において、コナッツ星の勇者タピオン、ミノシアの兄弟がそれぞれ封印されたオルゴール。
小箱型のオルゴールで劇中冒頭でホイがオルゴールを鳴らすことができれば、勇者の封印を解くことができると説明し、悟飯や悟空がぜんまいを巻くためにハンドルを回そうとしたがビクともせず、特殊な物質でできているためブルマのラボでスキャニングを行っても中を透写することができなかった。
ドラゴンボールを集めて神龍に「勇者タピオンの封印を解く」という願いを叶えて貰ったところ、オルゴールは独りでに「勇者の笛」の音を鳴らしながら蓋が開き始め、タピオンの実体化と共にバラバラに分解してしまう。
本来このオルゴールは、幻魔人ヒルデガーンを永遠に封印するために、その身に幻魔人の上半身と下半身をそれぞれ封じ込めたタピオンとミノシアの兄弟が封じられた忌避すべき代物だった。2つ存在していたはずのオルゴールの片方は、劇中ですでにミノシアが封印していた下半身が開放されてしまっていたことから封印が解かれたことが分かるが、ホイがいかなる方法を用いたのかは語られていない。
後にタピオンが封印を維持したまま眠ることができるように、ブルマがこのオルゴールの部品を作ってベッドルームを作るが、一度解けてしまった封印では幻魔人の引き合う力をコントロールできずに破壊されてしまった。
タピオンの剣
劇場版『龍拳爆発!!悟空がやらねば誰がやる』において、コナッツ星の勇者タピオンが持っていた剣。
コナッツ星の神から与えられ、「魔人様」をコントロールする笛と一緒に奉納されていた伝説の剣。1000年前に幻魔人ヒルデガーンと化した魔人像をコナッツ星の神官がこの剣を用いて上半身と下半身に両断した。劇中では脱皮し、より成長したヒルデガーンの尻尾をトランクスがこの剣で切断している。
宿敵ヒルデガーンを倒したあと、タピオンはこの剣をトランクスにプレゼントしている。
デストロンガス、ハッチヒャック
詳細は「ツフル人による発明」を参照
超人水/コメソン
アニメ版『ドラゴンボール超』に登場。「超人水」という名前は、他の星の人間によって勝手に付けられたもので正式名称は「コメソン」。
その昔、力のないポトフ人が触れた相手のパワーを吸い込み無力化する液体を発見し、それを使って自衛のために作った兵器。その吸収能力は無限大で、相手のパワーを吸収し相手の複製に成り代わる。しかし侵略者の悪しきパワーを吸収しすぎたコメソンは邪悪な意思を持ち始め、ただパワーを求めて吸収を繰り返すだけの生命体となった。その姿はいかにも吸収された本人がパワーアップしたかのように見えたため、「奇跡の水」という噂がさらに侵略者を呼び寄せる結果になった。このままコメソンのパワーが増大していけばポトフ星はおろか全宇宙を破壊しかねないと考えたポトフ人は、自らを犠牲にしてコメソンを封印した。そしてただ一人生き残ったポタージュが以来100年以上もその封印を守り続けている。
ポトフ人の高い技術により、相手の姿や能力、精神をも忠実にコピーでき、コメソンにパワーを奪われたものは体が透け始め、3分から5分で消滅する。助かるには消える前にコメソンを倒すしかない。コメソン本体の核を潰せば全ての複製は弱体化する。悟空たちの活躍で核が破壊されたが、危険な存在であることには変わりないため再び封印されることになる。
また、コメソンを封印していた鍵はおしゃぶりの形をしており、コメソンにパワーを奪われた者はこれを口にくわえることで少しの時間体の消滅を抑えることができる。

## その他の道具
ハウスワゴン
ウーロンが所持していた2階建ての大型車。1階にキッチンやバス、2階にベッドルームを完備したキャンピングカー。ヤムチャにパンツァーファストで攻撃されて大破。
ジェットモモンガ
盗賊時代のヤムチャの愛機。小型のエアカーで、両サイドに設けられたダクトで推力を発生させ、後部のジェットにより地面すれすれを飛行する。あまりスピードは出ず、近距離の移動手段として使われる。『PINK』の主人公ピンクが使用するエアバイクがデザインのルーツ。
マイティマウス号
盗賊時代のヤムチャが使用した車。荒野を走ることに適したバギーであり、万が一の状況に備えてシャベル、スペアタイヤ、ガソリンタンクを装備している。戦時中の日本で使われていた車であるくろがね四起をイメージしてデザインされた。
パンツァーファスト
盗賊時代のヤムチャが使用していた武器。砲身の先端に備え付けられた弾丸を撃ち込む仕組みになっている。
銀星4型
牛魔王のエアカーを得た悟空たちに追いつくため、ヤムチャがマイティマウス号から乗り換えたエアカー。ヤジロベーも同じ車種を使用している。映画『スター・ウォーズ』に登場したメカがイメージの元になっている。
一輪バイク
ランチ（凶暴な人格）が警察から逃走する際に使用していた一輪のバイク。1つのタイヤで駆動と操舵を制御する。逃走中にランチがクシャミをした拍子にハンドルから手を放してしまい振り落されバイクは転倒、ランチは悟空とクリリンについていったため、バイクはそのまま放置された。鳥山明によるとイメージはカタツムリであり、当時よく行っていたバイク屋が改造していたアメリカンバイクを意識してデザインされた。
番人ロボット
ドラゴンボールの登場人物#敵キャラクターを参照。
トランクスの剣
未来のトランクスが使用している剣。サイボーグ化しパワーアップしたフリーザをも真っ二つにするほどの切れ味を誇る。本編や劇場版で何度か敵に折られてしまったが、後に修理されている。コルド大王はこの剣をトランクスから奪って斬りかかったがすぐさま受け止められてしまう。『Sparking! METEOR』など一部のゲームではコルド大王が平然とこの剣を使うようになっている。『DRAGON BALL大全集』では、「おそらく未来の特殊な技術で精錬を施されたもの」と解説されている。
心臓病の薬
ウイルス性の心臓病を治療する特効薬。瓶に入っている液体を飲ませると数分で効果が表れる。アニメ版では錠剤型になっている。エイジ764の時点ではこの心臓病は不治の病だが、未来からやって来たトランクスの時代では特効薬が開発されており、過去の時代に赴いたトランクスが持ってきたこの薬により悟空は病死を免れた。なお、心臓病はウイルス性ゆえ感染の危険があり、悟空を家まで運んだヤムチャや薬を飲ませたチチも万が一のために薬を飲んだ。
アクアミスト
アニメ版『ドラゴンボールZ』に登場。ガーリックJr.が地球にいる者たちを魔族に変える際に用いた悪魔の霧。ガーリックが先代の神に取り上げられた｢アクアの水｣を霧状にしたもの。発生直後の霧を吸った者は魔族化して、暴れ始め、噛みつくことで吸わなかった者も魔族に変えてしまう。超神水による解毒が可能だが、24時間以内に行わないと魔族から戻れなくなる。
マーメイドの涙
アニメ版『ドラゴンボールZ』に登場。海底にある伝説の真珠。ウミガメからその話を聞いたクリリンはマロンへのプレゼントにすべく、悟飯と共に獲得に赴く。しかし、マーメイドの涙は海の生き物たちの宝でもあったため、最終的には断念した。
極楽草
アニメ版『ドラゴンボール超』に登場。とある島にある「おそろしの森」の中にだけ生息する貴重な薬草。亀仙人は悟空とクリリンにどちらが先に極楽草を持ち帰ってくるか競争させ、勝者には秘蔵の超レアな写真集と、副賞として気の大きさを一瞬でパワーアップさせる秘術を授けることを約束する。極楽草を食べた亀仙人は活力が湧き、あと1000年は生きられると語っていた。
培養液カプセル（培養カプセル）
劇場版『ドラゴンボールZ 超戦士撃破!!勝つのはオレだ』に登場。孤島の山腹にある、ジャガー・バッタ男爵（ジャガー・バッダ男爵）が所有する島のメイクイーン城内にあるバイオ工場の研究施設（研究室）で、コリー博士が開発したコンピュータを使って造り出したバイオテクノロジーによる人造人間で、ブロリーのクローンである、バイオブロリーなどのバイオ戦士たちであるバイオ生物を製造するカプセル。カプセル内の培養液の中で1つの細胞からでも遺伝子を使ってバイオブロリーやバイオ戦士たちなどのバイオ生物を造り出すことができる装置。血の一滴、毛の1本からでも、細胞を採取可能でバイオブロリーのような怪物を生み出せることができる。採取した細胞は、カプセルの中に培養液とともに入れ、生物として活動できるようにバイオブロリーやバイオ戦士たちなどのバイオ生物を育てる。
研究施設（研究室）にある培養液カプセル（培養カプセル）やタンクの中には空気に触れたら遺伝子の異なる生物の細胞を食い増殖してどんどん大きくなり、異なる細胞を食い合うことで増殖する力が強くなる性質も持ち、触れた人間や動物を溶かしこみ遺伝子の異なる生物も吸収して増殖する培養液が保管されていた。なお、変質し増殖する培養液は海水に触れると瞬く間に凝固するという性質（弱点）がある。
バイオブロリーの暴走で培養液カプセル（培養カプセル）やタンクの中に保管されていた培養液が大量にあふれ出して、培養液の特徴に目を付けたトランクスの機転で、天井にあるタンクからあふれ出した培養液を浴びせられたバイオブロリーの細胞も取り込んだために異常なパワーを得て大量に増殖した培養液が島中に流出する事態へと変貌した。